# Delphine Deloget
Delphine Deloget est une réalisatrice et documentariste, née en 1975 à Paimpol. Elle a notamment remporté le prix Albert-Londres en 2015 dans la catégorie audiovisuel.

## Biographie
Après le bac, Delphine Deloget obtient une maîtrise d'histoire, puis un DESS de réalisation documentaire. Elle se rend à Paris, où elle exerce le métier de monteuse et de réalisatrice.
Qui se souvient de Minik, son premier film documentaire, tourné durant deux mois dans la région de Thulé au Groenland sort en 2003. Il raconte l'exil d'un enfant inuit emmené de force par l'explorateur Robert Peary à New York. Ce film reçoit le soutien de la villa Medicis hors les murs. Sélectionné dans divers festivals, il est primé au festival Présence autochtone de Montréal. La réalisatrice rédige la postface de Groenland Manhattan, bande-dessinée tirée de la même histoire, de l'auteur et dessinatrice Chloé Cruchaudet.
En 2004, Delphine Deloget réalise le documentaire A l'ouest de la Mongolie, un horse movie qui raconte sa chevauchée de 2 000 km à travers l'Altaï avec le musicien Fredéric Ozanne. Durant quatre mois, avec quatre chevaux, ils partent à la recherche des derniers chanteurs diphoniques. Depuis ce voyage, elle tourne régulièrement des documentaires en Mongolie pour la télévision.
En 2006, son documentaire Sacré père Noël est une enquête psychanalytique, historique, humoristique et personnelle.
En 2008, son long-métrage documentaire No London Today décrit le monde de cinq jeunes clandestins à Calais.
De 2008 à 2011, Delphine Deloget part comme journaliste reporter d'images au Népal, Sénégal, Nunavut, Mongolie, Inde, etc, pour différentes collections de documentaires d'Arte : Toutes les télés du monde, Tous les habits du monde, Les Montagnes du monde. 
En 2011, elle réalise le documentaire Brassens et la Jeanne, sur la relation passionnelle entre Georges Brassens et Jeanne, une bretonne sans le sou de 30 ans son ainée. Ce film a été coproduit par France 3 et la société Aligal. La musique originale est composée par Christophe Rodomisto. La voix off tirée du journal intime de Brassens est lue par Christophe Miossec.
En 2011, elle intègre une formation professionnelle L'Atelier scénario de la Fémis pour y développer son long métrage de fiction intitulé le Finistère . Il a obtenu en 2013 le prix Beaumarchais du scénario, l'aide à l'écriture de la région Bretagne et l'aide à l'écriture du CNC.
La même année, elle réalise son premier court métrage de fiction Le Père Noël et le Cow-boy avec Kévin Azaïs et Louise Szpindel (produit par France 3 et Paris-Brest production). Ce film a obtenu le prix qualité du CNC et le prix du jury de l'Inconnu festival à Paris.
En 2014, Delphine Deloget est l'auteure, avec Cécile Allegra, d'un documentaire intitulé Voyage en barbarie. Il est consacré aux Érythréens fuyant leur pays, kidnappés par des groupes armés et torturés dans le désert égyptien du Sinaï.  
Son premier long métrage de fiction, Rien à perdre, est présenté au Festival de Cannes 2023 (sélection Un certain regard).
Delphine Deloget écrit différents papiers sur le thème du trafic d'êtres humains pour le journal Le Monde, Le Temps, Causette.

## Filmographie

### Télévision
- 2006-2009 : Toutes les télés du monde (3 épisodes)
- 2011 : Brassens et la dame (épisode de La case de l'oncle Doc)
- 2014 : Voyage en barbarie (avec Cécile Allegra)
- 2017 : Instantané d'histoires (2 épisodes)
- 2018 : Jeanne Hebuterne et Amedeo Modigliani (épisode de L'amour à l’œuvre)

### Cinéma
- 2003 : Qui se souvient de Minik
- 2003 : Juin 1944, le débarquement avec Christian Gandjbakhch et Mathurin Peschet
- 2008 : No London Today
- 2012 : Le Père Noël et le cowboy (court-métrage)
- 2019 : Tigre (court-métrage)
- 2023 : Rien à perdre

## Distinctions
- Prix du Jury regard neuf, Vision du Réel, Nyon, Suisse, 2008
- Prix du Jury nouveau cinéma, Festival de Pesaro, Italie, 2008
- prix Amnesty International, 2008[11]
- Prix Albert Londres, 2015[10]
- Prix de l’Oeuvre de l’Année, Scam, 2015
- Best Documentary Award, New York Film Festival, 2015
- Etoiles de la Scam, 2015
- Prix RSF, Figra, 2015
- Grand Prix 2015, PriMED, Marseille
- Best Documentary Award, AAFF Africa Awards, 2015
- Grand Prix de l’OMCT au FIFDH, Genève, 2016